# Табір для біженців

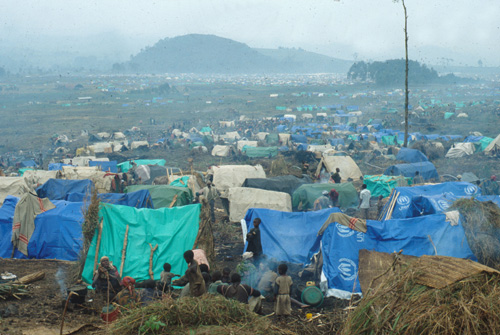
Табір для біженців у Заїрі для розміщення руандійців, що врятувалися від геноциду 1994 року

Табір для біженців — тимчасове поселення для біженців. Організовується та облаштовується зазвичай міжнародними організаціями, такими як ООН і Міжнародний комітет Червоного Хреста, а також місцевими урядовими та некомерційними організаціями. Зазвичай у таборах біженців санітарно-гігієнічні умови незадовільні, що створює ризик спалаху інфекційних захворювань. Також табори біженців можуть ставати ціллю для нападів терористів.
Табори для біженців можуть існувати й кілька десятиліть та перетворюються на постійні населені пункти, або ж стають частинами міст, поруч з якими організовуються. У Палестині населеними пунктами стали табори Ейн-ель-Хельве і Дейр-ель-Бала.
У таборах біженці зазвичай мешкають до вирішення ситуації, яка змусила їх покинути місце свого постійного проживання, або ж вирішення питань своєї легалізації та облаштування сталого життя на новому місці.

## Помешкання
Табори для біженців будуються простим способом і найчастіше складаються з наметів, де нерідко зберігається високий рівень пожежної небезпеки. Також такі поселення можуть складатися з безпечних та більш сприятливих для проживання людей житлових контейнерних модулів.